# Creme Caramel (gruppo musicale)
I Creme Caramel furono un gruppo musicale nato nel 1976 dalla formazione de I Pub di Montecatini Terme.

## Storia del gruppo
Nel 1977 parteciparono al Festival di Castrocaro dove, ancora con il nome I Pub, arrivarono primi assieme a Michele Pecora presentando la canzone Un'anima in jeans. Non parteciparono al Festival di Sanremo 1978, pur avendone diritto come vincitori del precedente Castrocaro, a causa di problemi tra le organizzazioni delle due rassegne canore.
Nell'aprile 1978 incisero il loro primo 45 giri, Discomela/Cuore a cuore con il nome Creme Caramel, coniato dal produttore Paolo Dossena. Sempre in quell'anno rivincono Castrocaro insieme a Roberta Voltolini nella categoria "accasati", con la canzone Discomela, ma ad acquisire il diritto di partecipare al successivo Festival di Sanremo fu la Voltolini.
Dopo numerosi cambiamenti della formazione, i Creme Caramel si sciolsero definitivamente nel 1983.

## Formazione originale
- Claudio Ancillotti- batteria e voce
- Franco Biagini - chitarra e voce
- Gabrio Malvolti - tastiere
- Giovanni Rondelli - basso e voce
- Anna Braccini - voce
- Luana Malvolti - voce

## Discografia
Singoli
- 1977 - Bring a loving kiss back to Florence/Firenze sogna (come "I Pub", Playphone ABN 17)
- 1978 - Discomela/Cuore a cuore (Delta Italiana ZBDE 7095)